# Sœur Gabrielle
Pour les articles homonymes, voir Gabrielle.
Marie Rosnet, en religion Sœur Gabrielle est une religieuse de la congrégation des Filles de la Charité de Saint-Vincent de Paul, supérieure de l'hospice de Clermont-en-Argonne lors de la Première Guerre mondiale.

## Biographie
Née le 2 janvier 1872 à Saint-Jean-des-Ollières de Pierre et Marie Rosnet, elle entre à 19 ans chez les Filles de la Charité de Saint Vincent de Paul. Elle est envoyée à la maison de la Charité à Lyon, puis à l'hôpital Saint Luc et enfin à l'hospice de Clermont-en-Argonne en 1909, c'est là qu'elle devient supérieure en 1911, peu avant la Grande Guerre.
Elle meurt le 19 septembre 1927 à la maison mère des Filles de la Charité à Paris, son corps est rapatrié à Clermont-en-Argonne.

## Action pendant la Guerre
Supérieure de l'hospice de Clermont-en-Argonne, proche du front, elle aide en 1914 à l'évacuation des soldats blessés mais lors de l'exode de la population, alors que les combats se rapprochent, elle refuse de quitter l'hospice et ses malades. Alors que toute la population est partie, elle ramasse le soldat Camille Gueret, atteint de dysenterie, gisant sur le trottoir et reste seule dans la ville avec quelques sœurs alors que, le 5 septembre 1915, les allemands prennent la ville.
Elle obtient des officiers allemands à qui elle tient tête le respect de son hôpital et la garde de ses malades contre l'accueil et le soin de blessés allemands. Alors que les allemands pillent la ville et allument un incendie, elle rappelle aux allemands leur promesse et dit "Mon Colonel, si un officier français m'avait dit ce matin "Votre hôpital sera respecté", je l'aurais cru, car chez nous la parole donnée compte, et je vois qu'en Allemagne, il n'en est pas ainsi". 
Jusqu'à la libération de Clermont le 14 septembre après la défaite de la bataille de la Marne, elle continue de tenir tête aux Allemands, malgré avoir été placée devant un peloton d'exécution et avoir été quotidiennement menacée, soignant allemands et français avec le même dévouement. 
Elle continue alors de soigner les blessés pendant toute la durée de la guerre, mettant son hôpital, rare bâtiment encore intact, à la disposition des soldats français.

## Décorations
- Chevalier de la Légion d'honneur (1916)
- Croix de guerre 1914–1918, palme de bronze (1916)

Elle est le 4 décembre 1914 citée à l'ordre de la Troisième Armée, puis décorée de la Croix de guerre 1914-1918 avec palmes de bronze en 1916, elle est une des premières femmes à obtenir cette distinction. 
Le 10 septembre 1916 elle est élevée au rang de chevalier de la légion d'honneur, c'est le président de la République Raymond Poincaré qui lui remit en personne cette décoration. 

## Sources
- « Sœur Gabrielle », sur Commune de Clermont-en-Argonne (consulté le 3 avril 2024)
- « Sœur Gabrielle et l’occupation de Clermont-en-Argonne », sur L'Argonne à l'heure 14-18, 4 septembre 2014 (consulté le 3 avril 2024)